# Tobias Sichelbein
Tobias Sichelbein (* 25. September 1607 in Memmingen; † 12. Oktober 1651 in Ravensburg) war ein deutscher Maler aus der Malerfamilie Sichelbein.

## Leben
Tobias Sichelbein wurde am 25. September 1607 im oberschwäbischen Memmingen geboren. Über seine Ausbildung und seine frühen Jahre als Maler ist nichts bekannt. Es ist jedoch davon auszugehen, dass von seinem Vater Hans Conrad Sichelbein ausgebildet wurde. Erst durch seine Heirat mit der Tochter des Stadtammanns von Wangen, die ihm einen sozialen Aufstieg einbrachte, trat er in archivalischen Quellen auf. Am 17. September 1641 ist im Ratsprotokoll festgehalten, dass es massive Eheprobleme zwischen Tobias und seiner Frau Margaretha gab. Der Rat stellte bei einem Schlichtungsversuch am 22. September fest, dass sich beide Parteien strafwürdig verhalten hätten. Sie sollten jedoch zukünftig versuchen, miteinander zu leben. Die Scheidung war allerdings nicht mehr zu verhindern. Am 19. Oktober 1645 bat er beim Rat von Wangen um den Freisitz, um eine neue Frau ehelichen zu können. Kurz vor dem 26. November 1645 muss Tobias zum Katholizismus übergetreten sein, da die Hochzeit nach dem römisch-katholischen Ritus stattfand. Während der Belagerung und Besetzung von Wangen durch die Schweden in den Wirren des Dreißigjährigen Krieges floh er nach Lindau und St. Gallen. Während der Flucht wurde Tobias von seiner zweiten Frau verlassen.
Am 19. Februar 1650 erwarb sich Tobias Sichelbein in Ravensburg das Bürgerrecht. Den Eintritt in die Zunft erhielt er kostenlos. Dabei muss der Obrist Graf Löwenhaupt von Falckenstein massiven Druck auf den Ravensburger Rat ausgeübt haben. Die relativ kurze Zeit in Ravensburg, die Sichelbein blieb, nutzte er, um ein Jüngstes Gericht für die Wangener Ratsstube zu malen. Am 12. Oktober 1651 verstarb er im oberschwäbischen Ravensburg.

## Werke
Als bisher einziges Werk Tobias Sichelbeins ist derzeit das Jüngste Gericht für die Wangener Ratsstube gesichert.